# Fortuynia rotunda
Fortuynia rotunda is een mijtensoort uit de familie van de Fortuyniidae. De wetenschappelijke naam van de soort is voor het eerst geldig gepubliceerd in 2002 door Marshall & Pugh.